# Prise d'otages de Sydney
La prise d'otages de Sydney est une prise d'otages menée le 15 décembre 2014 à Sydney, dans l'État de la Nouvelle-Galles du Sud, en Australie. Un tireur isolé, identifié plus tard par la police sous le nom de Man Haron Monis, un islamiste d'origine iranienne, est entré dans le Lindt Chocolat Café situé à Martin Place, et demeure à l'intérieur, retenant les employés et les clients en otage. Après plusieurs heures, cinq des otages se sont échappés, tandis que treize sont restés à l'intérieur du bâtiment.
Des otages sont vus tenant un drapeau islamique noir arborant la chahada en arabe. L'assaut est donné de nuit le 16 décembre 2014 à 2 h 14, soit 17 heures après le début de la prise d'otage. Man Haron Monis est abattu. Deux des otages, Tori Johnson, 34 ans et Katrina Dawson, 38 ans, perdent également la vie alors que quatre autres sont blessés.

## Déroulement

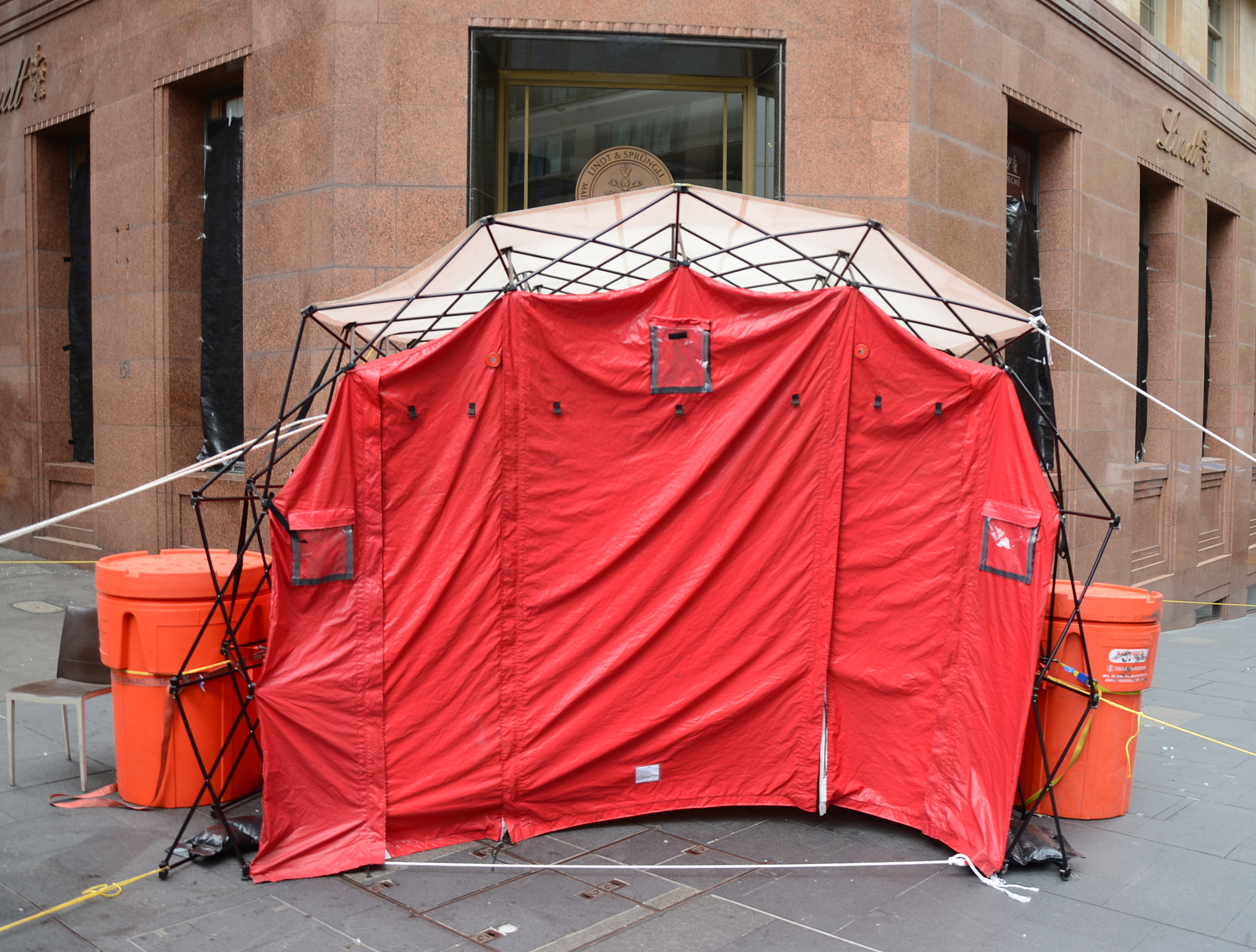
Scène de crime deux jours après la prise d'otages.

Le début des événements se déroule à 9 h 44 (heure locale australienne) le 15 décembre (22:44 UTC, 14 décembre), lorsque Monis entre dans le Lindt Chocolat Café au 53 Martin Place, de Sydney. Le café est localisé près des studios de la chaîne télévisée Seven News (en), et de la Reserve Bank of Australia. Les otages sont aperçus tenant un drapeau djihadiste noir avec la chahada en arabe (une phrase islamique signifiant littéralement « Il n'existe aucun autre Dieu que Allah, et Mahomet en est le messager »), contre la fenêtre du café. Certains premiers rapports médiatiques le confondent initialement avec le drapeau de l'État islamique.
À ce moment, Monis le preneur d'otages, porte une longue barbe, un shirt blanc, un bandana noir et un sac de sport bleu, et est armé d'un fusil de chasse (type Manufrance Rapid) à canon scié et d'une machette,. Un otage est vraisemblablement utilisé comme bouclier humain par Monis. Avant la prise d'otages, la porte coulissante du café est bloquée,.
Selon l'annonceur de Sydney 2GB, Ray Hadley, Monis exigeait de parler au Premier ministre australien en direct à la radio, bien que cela ne soit pas encore confirmé. Monis explique qu'il y aurait quatre « appareils » éparpillés dans Sydney. Cependant, aucun de ces appareils ne sont trouvés durant l'enquête. Monis force plusieurs otages à communiquer avec la presse.
Aux alentours de 15 h, deux otages parviennent à s'échapper depuis l'entrée principale du bâtiment, suivi d'un troisième qui parvient à s'échapper grâce à une sortie de secours,,. Vers 16 h 58, deux otages, employées du café, parviennent à s'échapper en courant depuis l'entrée principale jusqu'à la Tactical Operations Unit (en).
Peu après 2 h du matin le 16 décembre, entre cinq et sept otages sortent du bâtiment,.

## Victimes
Trois personnes sont mortes : Man Haron Monis, 50 ans, le preneur d'otage, Tori Johnson, 34 ans, manager du café Lindt (abattu alors qu'il essayait de désarmer le preneur d'otages assoupi), et Katrina Dawson, 38 ans, avocate et mère de trois enfants. Une autopsie conduite le 18 décembre 2014 a constaté que Katrina Dawson avait succombé à un tir de fusil de chasse, établissant ainsi la responsabilité de Monis dans son décès.
D'autres victimes sont hospitalisées, toutes dans un état stable d'après la police de Nouvelle-Galles du Sud : une femme de 75 ans touchée par balle à l'épaule, une femme de 52 ans touchée par balle au pied, une femme de 43 ans touchée par balle à la jambe, un homme de 39 ans légèrement touché au visage par un coup de feu (hospitalisation terminée dès le 16 décembre), et deux femmes enceintes de 30 et 35 ans médicalisées d'office.

## Otages
- Morts : Tori Johnson, Katrina Dawson
- Blessés : Marcia Mikhael, Robyn Hope, Louisa Hope
- Otages : Paolo Vassallo, Stefan Balafoutis, Elly Chen, Jieun Bae, Harriette Denny, Viswakanth Ankireddy, Joel Herat, Fiona Ma, Jarrod Hoffman, Puspendu Ghosh, Selina Win Pe, Julie Taylor, John O'Brien (joueur de tennis australien des années 1960).